# Салтово
Салтово — село в Старополтавском районе Волгоградской области России, административный центр Салтовского сельского поселения.
Основано в 1823 году.
Население — 704 (2021).

## История
Основано в 1823 году. Первые поселенцы — 7 семей из села Старо-Салтово Полтавской губернии. В течение 2-х лет оттуда прибыло ещё несколько десятков семей. Переселенцы продолжали прибывать не только с Украины, но и из разных мест России. В 1833 году в селе Салтово было уже более 100 дворов. В 1837 году были построены деревянная церковь и школа.
В 1870 году Салтовское земельное общество начало ощущать недостаток в пахотной земле. Впервые пахотную землю поделили на мужские души, усиливается расслоение крестьян. В 1896 году большая группа салтовских крестьян переселилась в Сибирь на реку Ишим, в село Никольское.
В 1911 году открыта новая каменная церковь (разрушена в 1937 году).
Перед революцией село являлось центром Салтовской волости Новоузенского уезда Самарской губернии. 13 января 1918 года организован Волсовдеп (волостной совет депутатов). В конце 1920—1921 гг. в селе Салтово была организована комсомольская ячейка. С 1918 года село входило в состав Трудовой коммуны (автономной области), с 1924 года АССР немцев Поволжья. В 1929 году организован колхоз «Октябрист», в 1934 году — МТС.
В период Великой Отечественной войны из Салтово на фронт ушло 282 человека, из них 196 человек не вернулось, в т.ч. 52 пропали без вести.
В 1941 году после ликвидации АССР немцев Поволжья село включено в составе Старополтавского района, отошло к Сталинградской области.
В 1958 году организован укрупнённый колхоз имени Сталина (с 1960 года — колхоз «Россия»). В 1967 году открылось новое здание школы.
В 1990-е коллективное хозяйство разорилось.
В 2002 году село газифицировано.

## Физико-географическая характеристика
Село Салтово расположено в степи, в Заволжье, в пределах Сыртовой равнины, относящейся к Восточно-Европейской равнине, на реке Еруслан. Рельеф полого-увалистый, на высоте 29 метров над уровнем моря. Рельеф местности равнинный. Почвы каштановые. Вблизи села имеются массивы песков, частично закреплённых лесонасаждениями.
Расстояние до районного центра села Старая Полтавка составляет 24 км, до областного центра города Волгограда — 310 км, до города Саратова — 170 км.
Климат
Климат умеренный континентальный (согласно классификации климатов Кёппена — Dfa). Многолетняя норма осадков — 372 мм. Наибольшее количество осадков выпадает в июне — 41 мм, наименьшее в марте — 20 мм. Среднегодовая температура положительная и составляет + 7,0 °C, средняя температура самого холодного месяца января -9,9 °C, самого жаркого месяца июля +23,3 °C.
Часовой пояс
Салтово, как и вся Волгоградская область, находится в часовой зоне МСК (московское время). Смещение применяемого времени относительно UTC составляет +3:00.

## Население
Динамика численности населения по годам:
| 1859 | 1889 | 1897 | 1910 |
| ---- | ---- | ---- | ---- |
| 1847 | 3708 | 2680 | 3425 |

| 1926 | 2010 | 2012 | 2013 | 2014 | 2015 | 2016 |
| ---- | ---- | ---- | ---- | ---- | ---- | ---- |
| 2912 | ↘932 | ↘892 | ↘862 | ↘837 | ↘810 | ↘802 |
| 2017 | 2018 | 2019 | 2020 | 2021 |      |      |
| ↘771 | ↘754 | ↘740 | ↘725 | ↘704 |      |      |